# Copa Claro 2012
Copa Claro 2012 — тенісний турнір, що проходив на ґрунтових кортах у місті Буенос-Айрес, Аргентина з 20 лютого . Належав до категорії ATP World Tour 250, був турніром серії Argentina Open 2012 року.

## Фінальна частина

### Одиночний розряд
Давид Феррер —  Ніколас Альмагро 4–6, 6–3, 6–2

### Парний розряд
Давід Марреро /  Фернандо Вердаско —  Міхал Мертиняк /  Андре Са 6–4, 6–4